# Alcides Pereira dos Santos
Alcides Pereira dos Santos (Ruy Barbosa, 1932 - São Paulo, 8 de julho de 2007) foi um pintor, barbeiro, sapateiro e pedreiro brasileiro.

## Biografia e carreira
Alcides Pereira dos Santos é natural de Ruy Barbosa, na Bahia e , em 1950, aos 18 anos de idade, mudou-se para Rondonópolis, no Mato Grosso. Em 1976, foi viver em Cuiabá, também no Mato Grosso, onde frequentou o Atelier Livre da Fundação Cultural de Mato Grosso.
Santos era evangélico e acreditava que a arte era dom divino.
Obras suas compõem o acervo do Museu Afro Brasil, em São Paulo, e do Museu de Arte Popular do Centro Cultural São Francisco, em João Pessoa. Outros trabalhos seus estão em importantes coleções particulares.
considerado um inventor de formas e um dos mais importantes pintores primitivos brasileiros.